# Urcerey
Urcerey – miejscowość i gmina we Francji, w regionie Burgundia-Franche-Comté, w departamencie Territoire de Belfort.
Według danych na rok 1990 gminę zamieszkiwało 271 osób, a gęstość zaludnienia wynosiła 80 osób/km² (wśród 1786 gmin Franche-Comté Urcerey plasuje się na 478. miejscu pod względem liczby ludności, natomiast pod względem powierzchni na miejscu 931.).